# ويليام كراوفورد
ويليام كراوفورد (بالإنجليزية: William Crawford (soldier)) (و. 1732 – 1782 م) هو عسكري محترف من الولايات المتحدة الأمريكية .